# Gonatodus
Gonatodus es un género extinto de peces actinopterigios prehistóricos. Fue descrito por Traquair en 1877.
Vivió en los Estados Unidos (Ohio).